# Pfarrkirche Markt Griffen

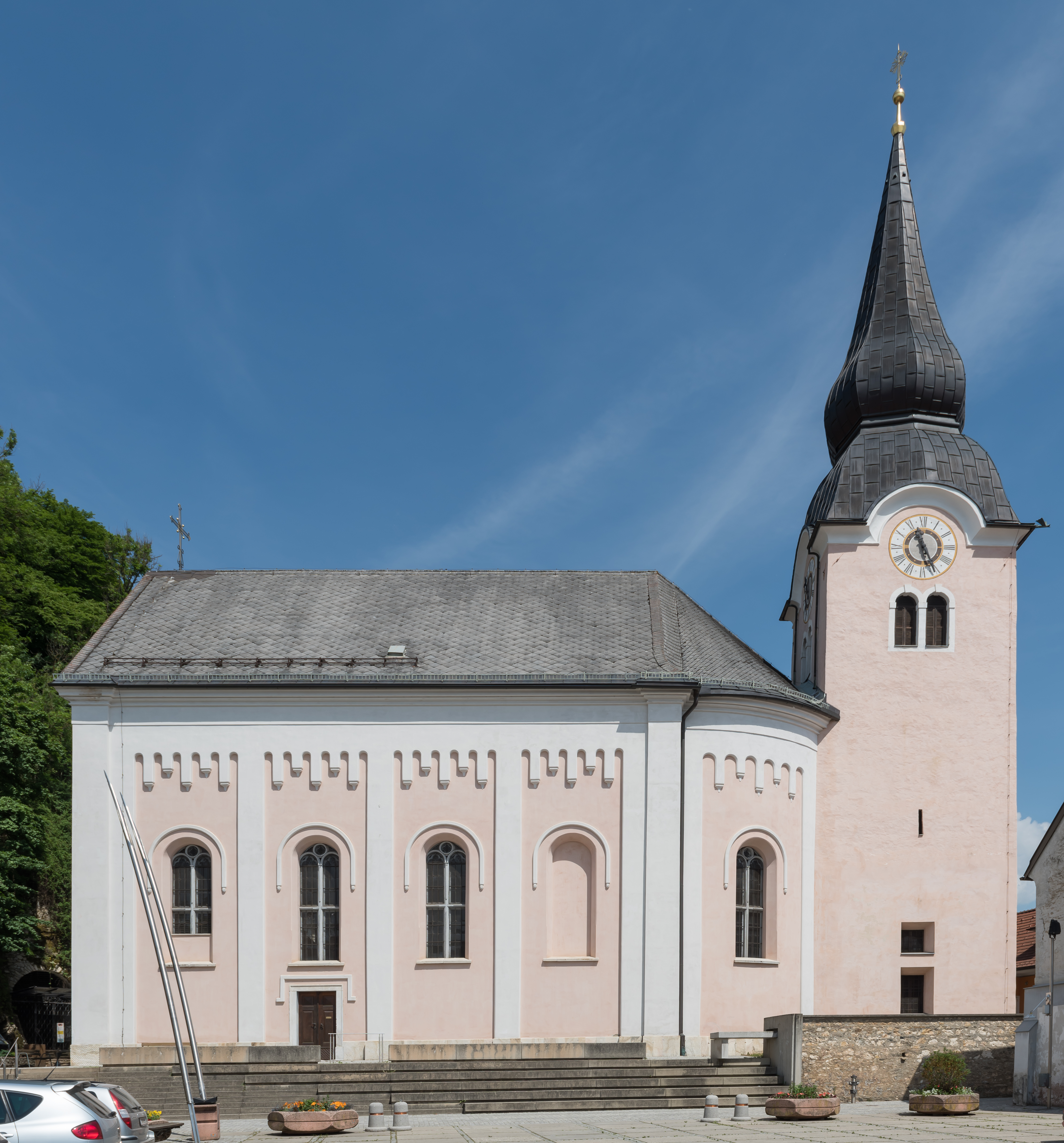
Katholische Pfarrkirche Hll. Peter und Paul in Griffen

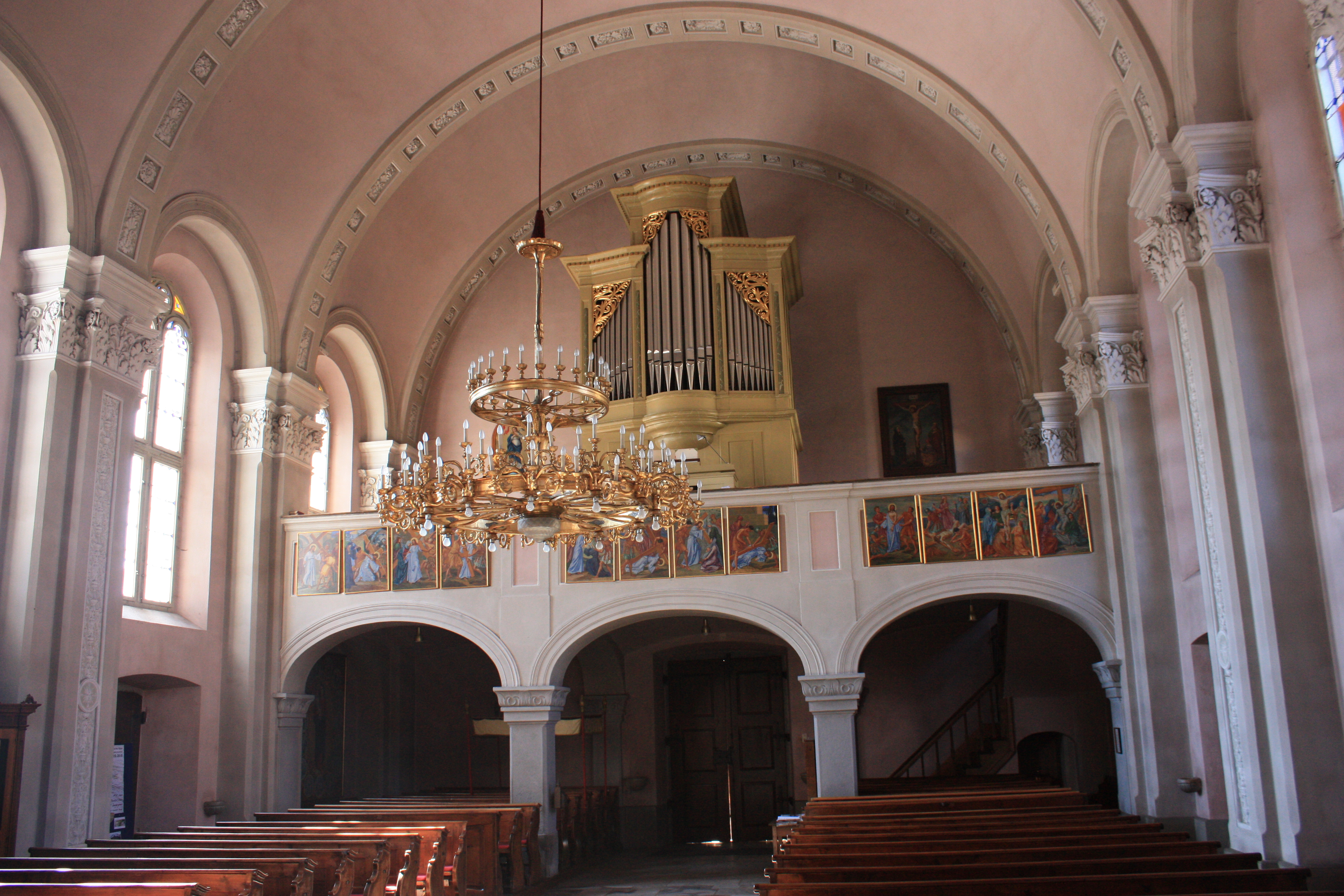
Langhaus, Blick zur Orgelempore

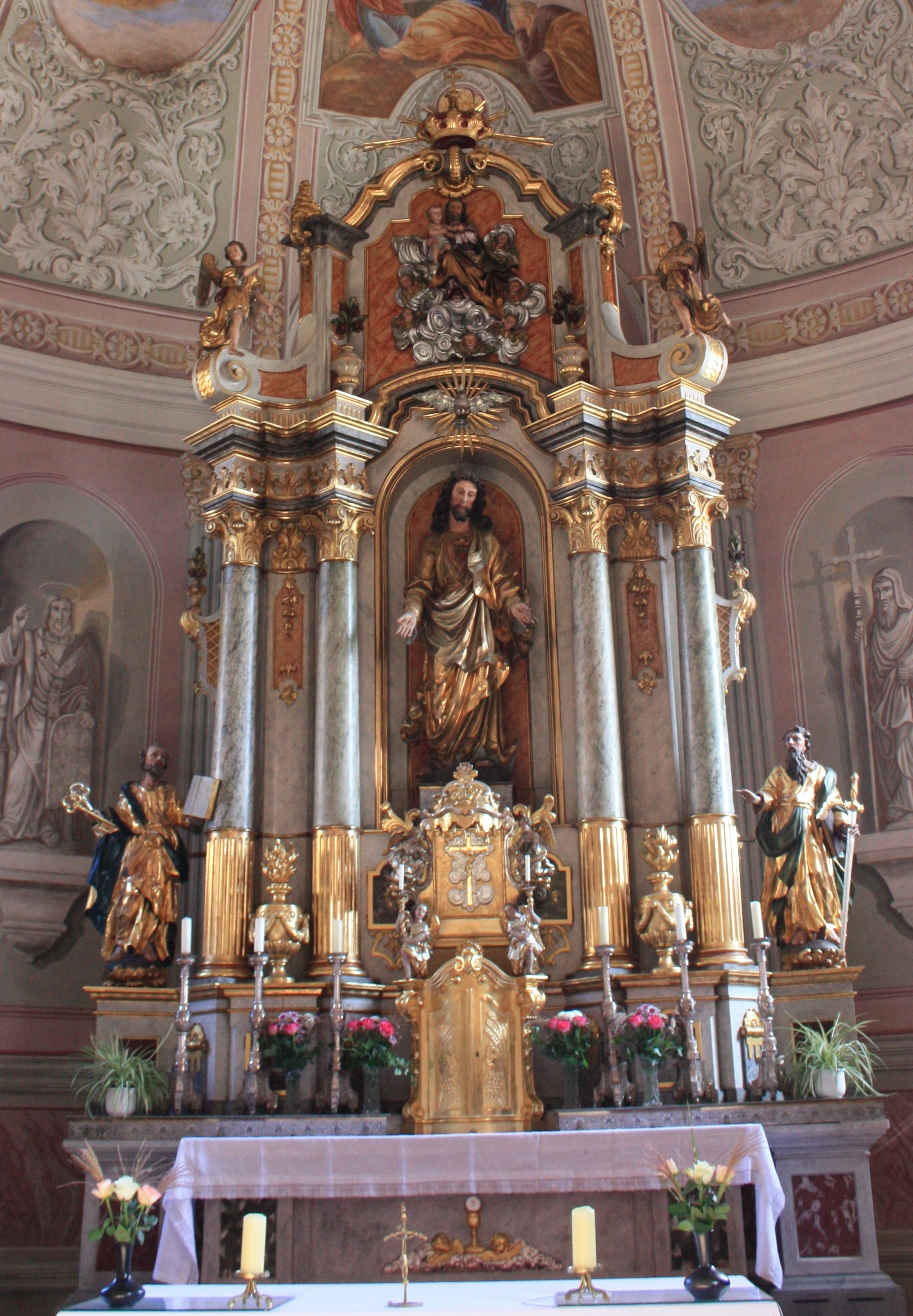
Hochaltar

Die Pfarrkirche Markt Griffen steht an der Ostseite des Burgberges in der Marktgemeinde Griffen im Bezirk Völkermarkt in Kärnten. Die dem Doppelpatrozinium Hll. Peter und Paul unterstellte römisch-katholische Pfarrkirche gehört zu Liste der Pfarren im Dekanat Völkermarkt/Velikovec in der Diözese Gurk-Klagenfurt. Die Kirche steht unter Denkmalschutz (Listeneintrag).

## Geschichte
Urkundlich wurde 1237 eine Kirche genannt. Von 1861 bis 1863 erfolgte ein Langhausneubau durch den Baumeister Josef Madile mit der Schaffung eines Kirchen- und Marktplatzes durch den Abbruch von Altbauten. 1996 erfolgte eine Gesamtrestaurierung, bei der Neufärbelung der Fassaden wurde die Architekturpolycromie von 1863 wiederhergestellt.

## Architektur
Die Langhausfassaden zeigen plastischen romanisierenden Dekor aus starken Pilastern, Blendarkaden und einem Dreieckgiebel in der Westfront. Die Nord- und Südlängsfassaden zeigen Lisenen, die Fenster haben rippenartigen Rahmungen und in deren oberen Hälfte Blendarkatur, die drei Portale haben einen geraden Sturz. Der im Kern gotische Ostturm als Chorturm hat rundbogige Zwillingsfenster aus dem 19. Jahrhundert, er trägt einen zwiebeligen Spitzhelm.
Das Kircheninnere zeigt ein vierjochiges Langhaus unter einem Tonnengewölbe mit kassettierten Gurtbögen und Pilastern mit Akanthuskapitellen und grotesken Ornamentbändern in der Längsrichtung durch Bögen verbunden, wodurch der Eindruck von Blendarkaden entsteht. Die dreiachsige Westempore steht auf Korbbögen mit quadratischen Pfeilern mit Blattkapitellen. Der Triumphbogen ist rundbogig. Die Chorkonche im Turmerdgeschoß hat in der Nordwand einen Zugang zur Sakristei unter einem Kreuzrippengewölbe.
Die Wandmalereien entstanden in der zweiten Hälfte des 19. Jahrhunderts, im Chorgewölbe Verklärung Christi, an den Wänden Heilige.

## Ausstattung
Den Hochaltar baute der Bildhauer Franz Schmalzl 1907 in barockisierenden Formen, er trägt mittig eine Christusstatue und seitlich die barocken Statuen Peter und Paul aus dem zweiten Viertel des 18. Jahrhunderts. Der linke Seitenaltar aus 1907 zeigt das Relief Rosenkranzmadonna und das Sockelrelief Verkündigung und Anbetung der Könige von Franz Schmalzl aus St. Ulrich im Grödental. Der rechte Seitenaltar trägt eine Kreuzigungsgruppe mit barocken Statuen der trauernden Maria, Johannes und Magdalena.
Die Kanzel entstand im Ende des 18. Jahrhunderts. Es gibt einen prunkvollen Holzluster um 1900.
Eine Glocke nennt Philipp Magnet 1756. Eine Glocke nennt Thomas Golner 1854.

## Grabdenkmäler
- In der Sakristei das Grabdenkmal 1712 zu Johann Franz Reichsgraf von Dietrichstein, Freiherr von Rabenstein, Herr von Ehrnegg.